# Lidská výživa

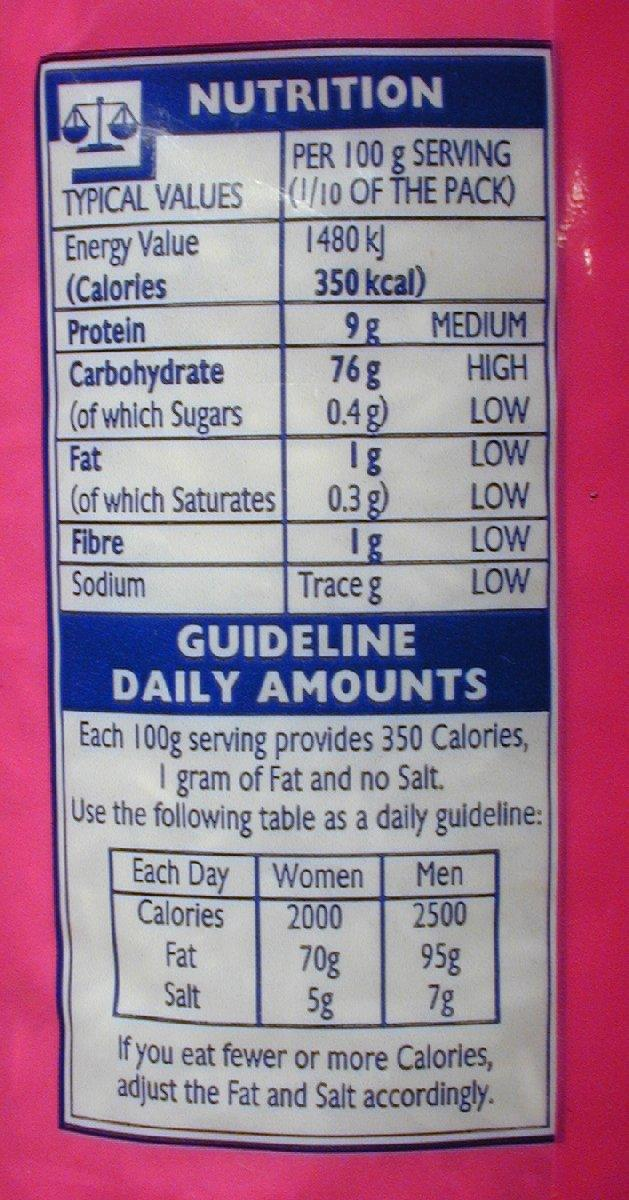
Energetické údaje na potravinách

Lidská výživa je závislá na příjmu výživových látek z potravy. Výživové látky, které potřebuje lidský organismus k získání energie, růstu a obnově buněk, tkání a orgánů, a které přijímá v potravinách, musí obsahovat bílkoviny, sacharidy, tuky, vitamíny, minerály, vlákniny a vodu. Energetická hodnota potravin se obvykle vyjadřuje v kilokaloriích nebo joulech.

## Historie lidské výživy

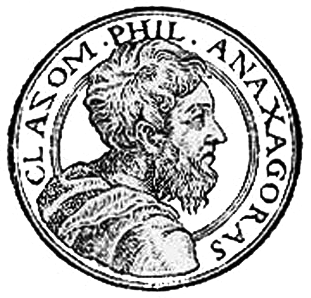
Anaxagorás

Již v roce 475 př. n. l. prohlásil řecký předsokratovský filozof Anaxagorás, že lidské tělo tráví stravu a dá se tedy předpokládat existence živin. Kolem roku 400 př. n. l. řekl Hippokratés: „Ať potraviny léčí a léky vyživují“. a v 16. století to byl přírodovědec a umělec Leonardo da Vinci, který přirovnal metabolismus k hořící svíčce. V roce 1747 provedl James Lind, lékař námořnictva Britské říše, první vědecký léčebný experiment tím, že podával citronovou šťávu námořníkovi, jenž trpěl kurdějemi. Přestože kurděje vyléčil, byl tento experiment 40 let ignorován a teprve v roce 1930, když objevili vědci vitamín C, se zjistilo, že jeho nedostatek byl příčinou kurdějí. Zakladatel kalorimetrie a termochemie, Antoine Lavoisier, zformuloval v roce 1744 zákon o zachování hmoty a definitivně vyvrátil teorii flogistonu a objasnil roli kyslíku při spalování a dýchání. V roce 1790 rozpoznal George Fordyce důležitost vápníku pro životaschopnost organismu, když experimentoval s výživou slepic. Začátkem 19. století byly rozpoznány základní stavební prvky všech organických sloučenin – uhlík, dusík, vodík a kyslík – jako primární komponenty potravin a v roce 1816 ukázal François Magendie na experimentu se psy, že bílkoviny je nepostradatelnou výživovou složkou všech heterotrofních organismů. Význam nitrotělního prostředí a homeostáze prokázal v roce 1860 Claude Bernard, když objevil, že lidský organismus může ukládat glukózu v podobě tuku nebo glykogenu a v roce 1897 objevil Christiaan Eijkman, že vitamíny stimulují růst a jsou schopny léčit choroby. Začátkem 20. století vysvětlili Carl Von Voit a Max Rubner principy kalorické energie u různých živočichů na základě fyzikálních zákonů a v roce 1906 objevil Frederick Hopkins při experimentálních pokusech s krysami proteinogenní aminokyselinu tryptofan, která patří mezi esenciální aminokyseliny nezbytné pro přežití heterotrofních organismů. V první polovině 20. století bylo objeveno několik vitamínů a provitamínů nezbytných pro výživu člověka, především k prevenci nemocí, jako jsou kurděje, beri beri, pellagra a křivice. V roce 1927 objevil Adolf Windaus způsob přeměny cholesterolu na vitamín D3 a v roce 1928 získal Nobelovu cenu za výzkum struktury sterolů a jejich vztahu k vitamínům.

## Potraviny a jejich výživové látky
| Potraviny                                               | Výživové látky                                                |
| ------------------------------------------------------- | ------------------------------------------------------------- |
| Chléb, obiloviny, brambory, rýže, těstoviny a luštěniny | sacharidy, bílkoviny, vlákniny, vitamín B a minerály          |
| Zelenina a ovoce                                        | vitamín C, kyselina listová, kalium, vlákniny, biogenní prvky |
| Mléčné výrobky, maso, ryba, vejce, sója                 | Bílkoviny, železo, vápník, vitamín B, mastné kyseliny         |
| Tuky a oleje                                            | vitamín A, vitamín D, vitamín E, esenciální mastné kyseliny   |
| Nápoje (bez alkoholu)                                   | voda                                                          |

## Stručný popis výživových látek

### Bílkoviny
Bílkoviny jsou základem všech známých organismů, a plní v nich různé funkce:
- stavební (kolagen, elastin, keratin),
- transportní a skladovací (hemoglobin, transferin),
- zajišťující pohyb (aktin, myosin),
- katalytické, řídící a regulační (enzymy, hormony, receptory…),
- ochranné a obranné (imunoglobulin, fibrin, fibrinogen).

### Sacharidy
Sacharidy jsou jedny ze základních přírodních látek v rostlinných i živočišných organismech. Člověk a ostatní heterotrofní organismy jsou závislé na jejich příjmu v potravě a při krátkodobém nedostatku je mohou syntetizovat z aminokyselin a glycerolu.
V organismech plní sacharidy několik důležitých funkcí:
- zdroj a krátkodobá zásoba energie (glukóza, fruktóza),
- zásobní látky (škrob, glykogen, inulin),
- stavební materiál (celulóza, chitin),
- složka některých složitějších látek (nukleových kyseliny, hormonů, koenzymů).

### Tuky
Podle skupenství rozlišujeme pevné tuky, u nichž převažují zejména nasycené mastné kyseliny, a oleje, jejichž skupenství je kapalné a které obsahují větší množství nenasycených mastných kyselin. Dalším základním dělením je dělení na tuky rostlinné a tuky živočišné. Jako esenciální mastné kyseliny jsou přítomny ve větším či menším množství v každé rostlině. Slouží jako zásobní látky, a proto se ve vyšších koncentracích nacházejí v určitých rostlinných orgánech, především v semenech či plodech. V lidském těle se tuky podílí na stavbě mnoha struktur, ale hromadí se zejména v tukové tkáni. Tukové buňky se označují jako adipocyty.
Tuky jsou především potravinami. Ve farmacii se využívají zejména jako krycí a dráždící prostředky pro kůži, tvoří základ mastí, svým hydrofobním charakterem podporují vstřebávání některých látek. Často také tuky samy o sobě obsahují některé příměsi, jako jsou steroly, lecitiny, vitamíny rozpustné v tucích a jiné látky. Nenasycené mastné kyseliny, zejména kyselina linolová, která je nepostradatelnou součástí potravy, neboť je jich třeba k syntéze glycerolfosfolipidů a prostaglandinů.

### Vitamíny
V lidském organismu mají vitamíny funkci katalyzátorů biochemických reakcí. Podílejí se na metabolismu bílkovin, tuků a sacharidů. Existuje 13 základních typů vitamínů. Lidský organismus si, až na některé výjimky, nedokáže vitamíny sám vyrobit, a proto je musí získávat prostřednictvím stravy.

### Minerály
Minerály, především stopové prvky potřebuje ke správnému vývoji v malém množství každý organismus. Pro živočichy jsou nejdůležitější: železo, fluor, jod, kobalt, měď, hořčík, mangan a zinek a pro rostliny: hliník, bor, molybden, křemík a chlor. Jsou nutné pro účinek enzymů a jejich nedostatek může způsobit různá onemocnění. Například nedostatek jodu způsobuje strumu (vole) štítné žlázy a nedostatek železa způsobuje poruchy tvorby krve.

### Vláknina
Vláknina je nestravitelná část rostlinné potravy, která pomáhá pohybu potravy trávicí soustavou, vstřebává vodu a váže na sebe některé látky z potravy, jako například cholesterol. Chemicky se stává vláknina z neškrobových polysacharidů a několika dalších složek rostlin jako je celulóza, lignin, vosky, chitiny, pektiny, beta-glukany a oligosacharidy. Podle Linus Pauling Institutu> jsou nejbohatší na vlákninu luštěniny, pšeničné otruby, sušené švestky, asijská hruška a merlík čilský.
Zdroje rozpustné vlákniny
- luštěniny (hrách, sojové boby, fazole),
- oves, žito, ječmen,
- některé ovoce (především jablka a banány), a bobule,
- některá zelenina jako brokolice a mrkev,
- kořenová zelenina,
- brambory (jejich slupka obsahuje nerozpustnou vlákninu),
- semena psyllia (jen asi ⅔ rozpustné vlákniny)..

Zdroje nerozpustné vlákniny
- celozrnná jídla,
- otruby,
- ořechy a semena,
- zelenina jako zelené fazole, květák, cuketa, celer,
- slupky některých druhů ovoce a rajčat.

### Voda
Voda je základní podmínkou života. Je to rozpouštědlo, ve kterém probíhají veškeré chemické děje v organismu. Lidské tělo obsahuje 70 % a rostliny až 90 % vody. Už ztráta 20 % tělesné vody je smrtelná. Na dehydrataci člověk umírá během 3–4 dnů.
Obsah vody v některých potravinách
- máslo 18 %,
- chléb 40 %,
- sýr 30 až 60 %,
- jogurt, mléko 87,5 %,
- maso 60–75 %,
- jablko, hruška 85 %,
- vodní meloun 90 %,
- mrkev 94 %,
- okurky, rajčata 98 %.

## Zdravá výživa
Zdravá výživa je taková, která udržuje organismus ve stabilní homeostázi. Aby se zabránilo chronickým nemocem, jako jsou například obezita, srdeční choroby, diabetes mellitus nebo rakovina, je podle dat uvedených ve sborníku Světové zdravotnické organizace nutné, aby konzumované potraviny obsahovaly vyvážené množství živin, dostatečné množství vody, ale především ovoce a zeleninu. Taková strava vyžaduje vyvážený příjem základních živin (bílkoviny, sacharidy a tuky), doplňkových živin (vitamíny, stopové prvky a vlákniny) a dostatečné množství vody, aby nenastala intoxikace organismu nadměrnou spotřebou určité látky. Množství však záleží na individuálních předpokladech. Nízkovýživová strava je pak spojena s vyšší pravděpodobností rakoviny.
Děti spíše nejí co nechtějí, než jí co chtějí. Rozhoduje tak neznechucení zdravé stravy.

## Zvláštní výživa

### Výživa při onemocnění
Při onemocnění je správná výživa základním předpokladem účinku léčby a pomáhá léčebně ovlivnit stav organismu a jeho tělesné procesy. Podobně jako může být nedostatečná výživa důvodem progrese nemoci, může být cílená nutriční intervence významným preventivním i léčebným faktorem.
Perorální (potrava přijímaná ústy) strava někdy není možná. Pak se zajišťuje enterální nebo parenterální výživa. Enterální výživa je podávání farmaceutických přípravků, které obsahují důležité složky potravy. Parenterální výživa je podávána intravenózně (do žíly) buď do periferní (např. v. cubita, v. radialis), nebo centrální žíly (v. jugularis). Užívá se u pacientů, kteří nemohou přijímat stravu ústy (per os) nebo mají dysfunkci zažívacího traktu. 

### Náboženské zvyklosti
Většina náboženství přikazuje omezení příjmu v určité době (půst, ramadán), někdy i trvalé vyloučení určitých druhů potravin.

### Životní styl
Životní styl a východní filosofické učení, založené na udržování rovnováhy mezi jin en jang zkoumají nejen potřebu živin organismu, ale i vliv stravy na duchovní stránku člověka.

### Bezmasá strava
Někteří lidé, skupiny lidí nejí maso, ať již zcela nebo částečně. Nejrozšířenějšími typy u nás jsou vegetariáni a vegani. Stoupenci nejen odmítají živočišné produkty, ale snaží se žít zdravě i v jiných oblastech, než je stravování.

### Doplňky stravy
Doplňky stravy mají dodat organismu živiny, které potřebuje, ale nezískává je v dostatečné míře v běžné stravě. Vypadají podobně jako léčivé přípravky a prodávají se často i v lékárnách. Jako účinné složky obsahují vitamíny, minerály a další látky, dříve označované jako potravní doplňky.
Jako minerální doplněk stravy se používá prvků jako např. fosfor (nedostatek vede k lomivosti kostí a zubů, nadbytek k vápenatění měkkých tkání), hořčík (nedostatek vede ke křečím a k zavápnění srdečního aparátu a ledvin, nadbytek magnézia k závratím), chrom (nedostatek způsobuje zvýšení cholesterolu a cukru v krvi), jód (nedostatek způsobuje poruchu štítné žlázy, nadbytek vyrážky a měknutí dásní), vápník (nedostatek způsobuje osteoporózu, nadbytek zavápnění organismu), zinek (nedostatek snižuje imunitu organismu, nadbytek chudokrevnost a poruchy trávení), železo (nedostatek způsobuje anémii, nadbytek způsobuje poškození orgánu a trávení).

### Doping
Dopingem se ve sportu označuje používání zakázaných látek a metod uvedených v seznamu Světové antidopingové agentury (WADA). Zamýšleným efektem dopingu je zejména bezprostřední zvýšení výkonu nebo urychlení regenerace organismu.

### Antioxidanty
Antioxidant je látka, jejíž molekuly omezují aktivitu kyslíkových radikálů a zároveň omezují proces oxidace v organismu. Z hlediska konzumenta lze hodnotit přítomnost přirozených antioxidantů v potravinách kladně. Odborníci se shodují na tom, že účinnost přirozených antioxidantů přijímaných například v čaji nebo ovoci je výrazně vyšší než u stejné dávky podané v čisté podobě jako potravinový doplněk.

## Podvýživa
Podvýživa je stav, který nastává v době, kdy organismus nedostává dostatečný přísun potravy. Projevuje se oslabováním tělesné stavby, větší náchylností k onemocněním a v extrémním případě k úmrtí jedince. Podvýživa je extrémním a dlouhodobým projevem organismu na hlad.